# Регулярный сезон
Регулярный сезон — в некоторых командных спортивных соревнованиях так называют этап розыгрыша, предшествующий плей-офф. На этом этапе обычно играется турнир, в котором за каждый сыгранный матч получают определённое (в зависимости от регламента соревнования) количество очков. По итогам этого турнира в зависимости от набранных очков команды распределяются по местам и лучшие команды выходят в стадию плей-офф, где разыгрывают главный, самый престижный (в большинстве случаев, но не всегда) приз соревнования.
Схема «регулярный сезон — плей-офф» применяется во многих спортивных лигах и чемпионатах. Эта система применяется практически во всех североамериканских лигах — в НХЛ, НБА, Главной бейсбольной лиге, НФЛ, а также в большинстве других, нижестоящих рангом, лигах.
Эта система в последнее время перекочевала и в Европу. По ней разыгрываются большинство европейских чемпионатов по хоккею, баскетболу, волейболу и некоторым другим видам спорта.
В России эта система используется в Континентальной хоккейной лиге, в розыгрышах Единой лиги ВТБ и чемпионата России по волейболу, а также некоторых других соревнованиях.